# Giuseppe Mazzafaro
Giuseppe Mazzafaro (ur. 11 lutego 1955 w Neapolu) – włoski duchowny katolicki, biskup Cerreto Sannita-Telese-Sant’Agata de’ Goti od 2021.

## Życiorys

### Prezbiterat
Święcenia kapłańskie przyjął 11 października 2000 i został inkardynowany do archidiecezji Neapolu. Związany jest ze wspólnotą Sant'Egidio. Pracował głównie jako duszpasterz parafialny, od 2011 był też sekretarzem arcybiskupim.

### Episkopat
7 maja 2021 papież Franciszek mianował go biskupem diecezji Cerreto Sannita-Telese-Sant’Agata de’ Goti. Sakry udzielił mu 12 czerwca 2021 kardynał Crescenzio Sepe.